# Pere Tutusaus i Vila
Pere Tutusaus i Vila   (Igualada, 19 d'octubre de 1990) és un pilot de motociclisme català que competeix internacionalment des de la temporada de 2006.

## Trajectòria
El seu primer títol destacat fou la Copa d'Espanya de 50cc, que guanyà el 2002. Després d'això, competí durant anys en el Campionat d'Espanya, havent-hi acabat vint-i-quatrè el 2004, setè el 2005, sisè el 2006, quart el 2007 i tercer el 2008. Aquell mateix any prengué part també en el Campionat d'Europa, amb una Aprilia a la categoria de 125cc, acabant en cinquè lloc a la cursa d'Albacete.
Pel que fa al Campionat del Món, hi debutà en la darrera cursa de l'edició de 2006, concretament al Gran Premi de la Comunitat Valenciana pilotant una Derbi a la cursa de 125cc, acabant-hi en el lloc 24. La temporada de 2007 seguí a la categoria de 125cc amb una Aprilia i disputà els quatre Grans Premis de la península Ibèrica: Espanya, Catalunya, País Valencià i Portugal, sense obtenir-hi, però, cap punt. El 2008 participà en dotze curses, sempre pilotant una Aprilia en la categoria de 125cc, i acabà en la vint-i-sisena posició final amb un total de 9 punts, obtinguts en haver-se classificat als Grans Premis de la Xina, França i Alemanya.
El 2009 canvià de competició, participant en la Copa FIM Superstock 1000 amb una KTM 1190 RC8 R de l'equip Go Eleven - PMS, sense aconseguir-hi puntuar. El seu millor resultat fou el dissetè lloc al Gran Premi de la República Txeca, disputat a Brno. El 2010, dins el mateix equip i amb la mateixa moto, aconseguí el setè lloc a la prova valenciana del campionat (al Circuit Ricardo Tormo de Xest) obtenint així el millor resultat mai aconseguit en aquesta competició per la marca austríaca KTM .

## Resultats al Mundial de motociclisme[1]
| Any   | Categoria | Moto    | Curses | Victòries | Podi | Pole | Fast lap | Punts | Posició |
| ----- | --------- | ------- | ------ | --------- | ---- | ---- | -------- | ----- | ------- |
| 2006  | 125cc     | Derbi   | 1      | 0         | 0    | 0    | 0        | 0     | -       |
| 2007  | 125cc     | Aprilia | 4      | 0         | 0    | 0    | 0        | 0     | -       |
| 2008  | 125cc     | Aprilia | 12     | 0         | 0    | 0    | 0        | 9     | 26è     |
| Total |           |         | 17     | 0         | 0    | 0    | 0        | 9     |         |